# 自动泊车
自动泊车是一种辅助系统，它将车辆从行车道移动到停车点，以执行平行路边停车、垂直或角度停车。自动停车系统旨在提高在受限环境中驾驶的舒适性和安全性，在这些环境中，驾驶汽车需要大量的注意力和经验。停车操作是通过考虑环境中的实际情况对转向角和速度进行协调来实现的，以确保在可用空间内无碰撞运动。

## 发展
最早的停车辅助系统之一是手动的。它使用了四个带轮子的千斤顶来提升汽车，然后将其侧向移动到可用的停车位。这种机械系统于1934年提出，但从未在任何生产型号上提供。
20世纪90年代中期，世界上第一批自动平行停车的实验原型之一在INRIA的电动汽车Ligier上开发。目前，主要汽车制造商已经采用了这项底层技术，为他们的汽车提供了自动停车选项。
1992年，大众汽车在其IRVW（大众综合研究）Futura概念车中提出了一种使用四轮转向的自动停车技术，使其能够侧向移动以实现平行停车。然而，从未提供过这种技术的商业版本。

## 商业系统
2003年，丰田开始销售他们的日本普锐斯混合动力车，该车具有自动平行停车功能，并被称为智能泊车辅助系统。 2006年，雷克萨斯在重新设计的雷克萨斯LS轿车上增加了自动泊车系统。

## 自动代客泊车
多家汽车制造商在其车辆上添加了有限版本的自动代客泊车（AVP）系统。该系统允许汽车在没有驾驶员的情况下自行停放在某些停车场或车库。
2019年，特斯拉增加了“智能召唤”功能，作为其特斯拉自动驾驶汽车自动化功能的一部分。

## 参阅
- 高级辅助驾驶系统
- 自动驾驶汽车
- 倒车碰撞
- 倒车镜头
- 全景泊车系统
- 盲点侦测系统
- 载具盲点
- 汽车安全
- 自动化载具
- 倒车雷达
- 声呐